# Ziyaret (Lice)
Ziyaret (kurdisch Fîs) ist ein Dorf im Landkreis Lice der türkischen Provinz Diyarbakır. Ziyaret liegt etwa 69 km nordöstlich der Provinzhauptstadt Diyarbakır und 22 km südwestlich von Lice. Ziyaret hatte laut der letzten Volkszählung 381 Einwohner (Stand Ende Dezember 2009).
Am 27. November 1978 wurde die kurdische Untergrundorganisation PKK formal, aber im Geheimen, hier gegründet. Infolge des Türkei-PKK-Konflikts verließen viele Menschen das Dorf und ließen sich in Diyarbakır und anderen türkischen Großstädten nieder.